# Atessa
Atessa est une commune italienne d'environ 10 580 habitants, située dans la province de Chieti, dans la région Abruzzes, en Italie méridionale.

## Histoire

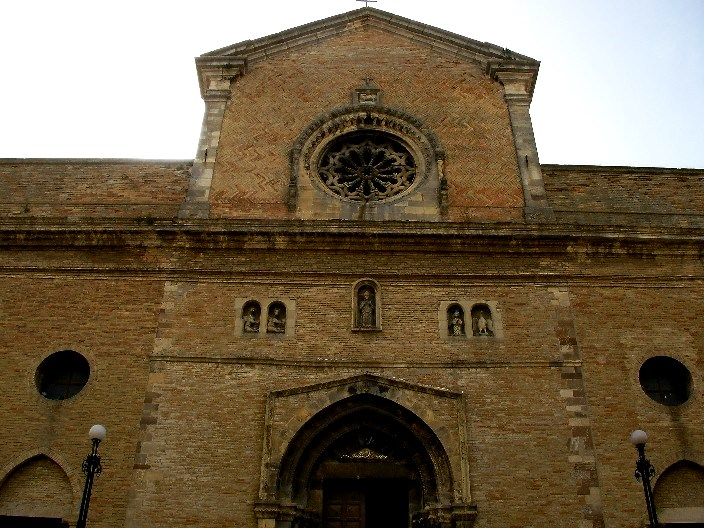
la cathédrale de San Leucio.

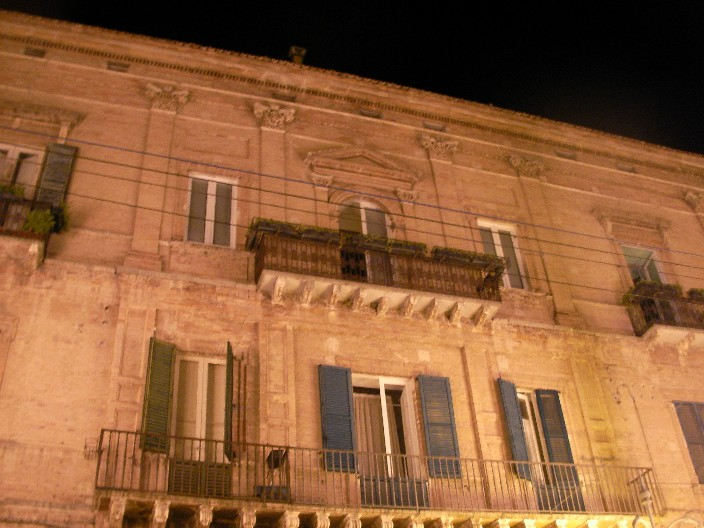
Palazzo Spaventa.

## Économie
À Atessa se trouve le site SEVEL Sud de la Société Européenne de Véhicules Légers (SEVEL) de la cooperation de FIAT de PSA Peugeot Citroën dans la production d'utilitaires légers et de monospaces.

## Administration
| Période                                  | Période  | Identité          | Étiquette       | Qualité |
| ---------------------------------------- | -------- | ----------------- | --------------- | ------- |
| 28 mai 2002                              | En cours | Giuseppe Cellucci | Centro-Sinistra |         |
| Les données manquantes sont à compléter. |          |                   |                 |         |

### Hameaux
Aia Santa Maria, Campanelle, Capragrassa, Carapelle, Castelluccio, Colle delle Pietre, Colle Flocco, Colle San Giovanni, Colle Sant'Angelo, Cona, Fontegrugnale, Giarrocco, Lentisce, Mandrioli, Montecalvo, Montemarcone, Monte Pallano, Passo Pincera, Piana Fallascosa, Piana La Fara, Piana Matteo, Piana Osento, Piana Vacante, Piazzano, Piazzo, Pili, Quercianera, Rigatella, Rigatella, Rocconi, Saletti, San Luca, Sant'Amico, San Marco, San Tommaso, Satrino, Sciola, Scorciagallo, Vallaspra

### Communes limitrophes
Altino, Archi, Bomba, Carpineto Sinello, Casalanguida, Casalbordino, Colledimezzo, Gissi, Guilmi, Lanciano, Montazzoli, Paglieta, perano, Pollutri, Sant'Eusanio del Sangro, Scerni, Tornareccio, Villa Santa Maria